# Alaa al-Aswani
Alaa al-Aswani (Arabă:علاء الأسواني; n. 26 mai 1957, Cairo, Egipt) este un romancier egiptean, fondator al mișcării Kefaya, formațiune care se opunea guvernării conduse de președintele Hosni Mubarak și mai ales dorinței acestuia de a transmite puterea executivă fiului său Gamal.
Născut într-o familie de intelectuali urmează cursurile unui liceu francez din Cairo apoi facultatea de medicină, beneficiind de o bursă de studiu în Statele Unite ale Americii, la Chicago.

## Opera

### "Blocul Iakubian"
Romanul care l-a făcut celebru în întreaga lume este "Blocul Iakubian" (عمارة يعقوبيان) apărut la Cairo în 2002 și tradus apoi în numeroase limbi europene printre care și limba română. Cartea a fost ecranizată în anul 2006 de regizorul egiptean Marwan Hamid  și s-a bucurat de un succes răsunător fiind în același timp cel mai scump film din istoria cinematografiei egiptene, prezentat și în România, la TIFF 2006. Televiziunea egipteană a mai realizat și un serial cu același titlu în anul 2007.
"Blocul Iakubian" a provocat dezbateri aprinse în Egipt din cauza temelor sociale pe care le abordează. Romanul prezintă o frescă realistă a societății egiptene. Autorul abordează teme precum: sexualitatea, corupția la nivel înalt, nedreptatea socială, statutul femeii în societatea arabă, ipocrizia religioasă, fundamentalismul.
Legătura dintre destinele personajelor o constituie de fapt destinul blocului situat în centrul capitalei egiptene (Blocul Iakubian), clădire ce a fost martoră a schimbărilor petrecute în societatea acestei țări (începând cu înlăturarea monarhiei și instaurarea republicii). Lipsa unui personaj principal în jurul căruia să se desfășoare narațiunea și care să constituie un element de legătură între destinul celorlalte personaje (toate tipuri reprezentative pentru societatea egipteană contemporană) face ca locul desfășurării acțiunii (Blocul Iakubian) în sine să devină eroul acestui roman.
Romanul se remarcă printr-un stil direct, realist, plin de umor și ironie.

### Alte volume
- Gam'iyya Muntazirī az-Za'īm, (Arabă: جمعية منتظري الزعيم)
- Nīran Sadīqa, 2004, (Arabă: نيران صديقة), nuvele
- Chicago, 2007, (Arabă شيكاجو), roman

### Traduceri în limba română
- Blocul Iakubian, trad. Nicolae Dobrișan, Editura Polirom: București 2008.
- Chicago, trad. Nicolae Dobrișan, Editura Polirom: București 2010.